# Parodius Portable
Parodius Portable es un videojuego recopilatorio de 5 títulos de la saga Parodius, publicado únicamente en Japón por Konami para la PSP en 2007.
Parodius Collection contiene los siguientes videojuegos:
- Parodius - Tako wa Chikyuu o Sukuu (1988), MSX (con la suavidad del scroll mejorada).
- Parodius Da! - Shinwa kara Owarai e (1990), versión arcade.
- Gokujyou Parodius! - Kako no Eikou wo Motomete (1994), versión arcade.
- Jikkyou Oshaberi Parodius (1996), versión PlayStation (con la música del primer nivel cambiada por cuestiones de copyright).
- Sexy Parodius (1996), versión PlayStation.